# Natalija Perłowa
Natalija Mychajliwna Perłowa (ukr. Наталія Михайлівна Перлова; ur. 19 października 1975 w Dnieprze) – ukraińska wspinaczka sportowa, trener. Specjalizowała się w boulderingu, prowadzeniu oraz we wspinaczce klasycznej. Wicemistrzyni świata we wspinaczce sportowej w konkurencji boulderingu w roku 2003.

## Kariera sportowa
W zawodach wspinaczkowych, które odbyły się na mistrzostwach świata w szwajcarskim Winterthurze w 2001 zdobyła brązowy medal w konkurencji boulderingu, a we francuskim Chamonix-Mont-Blanc w 2003 wywalczyła srebrny medal mistrzostw świata, przegrała w finale z Francuzką Sandrine Levet.
Wielokrotna uczestniczka, medalistka prestiżowych zawodów Rock Master we włoskim Arco gdzie zdobyła brązowe medale w boulderingu w 1999, 2001 oraz w 2002 roku.

## Osiągnięcia

### Mistrzostwa świata
| Konkurencje  | 1993  | 1995 | 1999  | 2001 | 2003 | 2005  | 2007 |
| Bouldering   | —     | —    | —     | 3    | 2    | 14-15 | 20   |
| Prowadzenie  | 33-37 | 34   | 33-34 | —    | —    | —     | —    |
| Wsp. na czas | 5-8   | 11   | 5-8   | 6    | 12   | —     | —    |

### Mistrzostwa Europy
| Konkurencje  | 2000  | 2002 | 2004  | 2007 |
| Bouldering   | —     | 9    | 17    | 28   |
| Prowadzenie  | 30-31 | —    | 34-39 | —    |
| Wsp. na czas | 6     | 7    | —     | —    |

### Rock Master
| Konkurencje | 1999 | 2000 | 2001 | 2002 | 2003 | 2004 |
| Bouldering  | 3    | 11   | 3    | 3    | 4    | 4    |

## Życie prywatne
Mężem Nataliji jest Serik Kazbekow (wicemistrz świata z 1993) z którym ma dwie córki; Jewheniję (ur. 1996) i Rafaelę (ur. 2008). Obie również uprawiają wspinaczkę sportową, starsza córka Jewhenija został mistrzynią świata juniorów w kategorii "B" w szkockim Edynburgu w 2010 roku. Na mistrzostwach świata w 2019 zajęła 4 miejsce w boulderingu.